# Comuna Dmîtrivka, Kazanka
Dmîtrivka (în ucraineană Дмитрівка) este o comună în raionul Kazanka, regiunea Mîkolaiiv, Ucraina, formată din satele Dmîtrivka (reședința), Novovasîlivka și Serhiivka.

## Demografie
Componența lingvistică a comunei Dmîtrivka
     Ucraineană (93,32%)
     Română (3,51%)
     Rusă (2,67%)
     Alte limbi (0,17%)
Conform recensământului din 2001, majoritatea populației comunei Dmîtrivka era vorbitoare de ucraineană (93,32%), existând în minoritate și vorbitori de română (3,51%) și rusă (2,67%).